# アレクサンダル・コラロヴ
- アレクサンダル・コラロヴ
- アレクサンダル・コラロフ

アレクサンダル・コラロヴ（Aleksandar Kolarov, 1985年11月10日 - ）は、ユーゴスラビア（現・セルビア）出身の元サッカー選手。ポジションはディフェンダー（左サイドバック）。FKのスペシャリストで、ローマダービーで対戦する両チームでゴールを決めた史上2人目の選手である。

## クラブ経歴
2007年7月17日、セルビアのOFKベオグラードからイタリアのSSラツィオへ、移籍金80万ユーロで移籍した。2007-08シーズンは怪我などの影響もあって17試合の出場にとどまった。しかし、2007年9月30日のレッジーナ戦では、ゴール前35メートルの距離からのシュートを決めた。
2010年7月24日、マンチェスター・シティFCに1800万ユーロで移籍。2014年背番号を13から11に変更した。在籍中はFAカップ、2度のリーグ制覇などに貢献した。
2017年7月23日、古巣SSラツィオのライバルクラブであるASローマに移籍金500万ユーロで移籍、マンチェスターシティ時代の同僚エディン・ジェコと再び同僚となる。2017-18セリエA・開幕戦のアタランタ戦で直接フリーキックから決勝点となる移籍後初ゴールを挙げた。UEFAチャンピオンズリーグ・グル―プリーグのチェルシー戦ではオーバーラップから相手DF2人を抜き去り強烈な一撃でゴールを奪うと、ジェコのゴールもアシストし、決勝トーナメント進出に貢献した。決勝トーナメントでは全試合に出場し準決勝に進出するも、リヴァプールに2戦合計6-7で敗れ、決勝進出を逃した。
2018-19シーズンセリエA第6節のフロジノーネ戦でシーズン初ゴールを決めると、第7節ラツィオとのローマ・ダービーでは得意の直接フリーキックをゴール正面のペナルティーアーク内からゴール右下へ突き刺し、これが決勝点となった。またこのゴールでローマダービーで対戦する両チームでゴールを決めた史上2人目の選手となった（もう一人は元スウェーデン代表のアルネ・セルモソンで、ラツィオで2得点、その後プレーしたローマで3得点を記録していた）。
2020年9月8日、インテルナツィオナーレ・ミラノに完全移籍で加入することが発表された。リーグ開幕戦から3試合は本来のポジションではないセンターバックとして出場するも、怪我や新型コロナウイルスへの感染、またアントニオ・コンテ監督の信頼を得られず、公式戦11試合のみの出場に留まり、チームとしてはリーグ優勝を果たすも、全く良い所なくシーズンを終えたが、シーズンオフにチームと1年間の契約延長をした。
2022年6月19日、現役引退を発表した。

## 代表経歴
セルビア代表としては、2007年夏にUEFA U-21欧州選手権2007へ出場。準決勝のベルギー戦ではフリーキックを決めて勝利に貢献するも、決勝のオランダ戦では警告を2度受けて退場。1-4で敗れ、準優勝であった。この結果を受けて北京オリンピックの出場権を獲得、本選にも出場したが、グループリーグで1勝も出来ずに敗退となった。
2008年5月28日のロシア戦で代表初キャップを記録。
2010年FIFAワールドカップ南アフリカ大会出場。
2012年9月11日のワールドカップ予選のウェールズ戦で代表初得点を挙げた。
2018 FIFAワールドカップのグループリーグ初戦のコスタリカ戦にて直接フリーキックを決めチームを勝利に導き、その試合のMOMに選ばれたが、決勝トーナメントには進出出来なかった。

## 特徴
正確かつ強烈な左足のキックを武器とし、またフリーキックを得意とし、「セルビアのロベルト・カルロス」という愛称を持つ。
課題は、好不調の波が激しいことと気性が激しいこと。2009年9月23日のパルマ戦で主審に激しく抗議し、暴言を吐いたとして2試合の出場停止処分が下されている。また、5000ユーロの罰金も科された。

## 代表歴

### 出場大会
- セルビア代表
  - 2010 FIFAワールドカップ
  - 2018 FIFAワールドカップ

### 試合数
- 国際Aマッチ 94試合 11得点（2008年-2020年）[13]

| セルビア代表 | 国際Aマッチ | 国際Aマッチ |
| 年           | 出場        | 得点        |
| ------------ | ----------- | ----------- |
| 2008         | 2           | 0           |
| 2009         | 7           | 0           |
| 2010         | 8           | 0           |
| 2011         | 10          | 0           |
| 2012         | 11          | 1           |
| 2013         | 7           | 3           |
| 2014         | 7           | 2           |
| 2015         | 7           | 1           |
| 2016         | 7           | 1           |
| 2017         | 6           | 2           |
| 2018         | 10          | 1           |
| 2019         | 8           | 0           |
| 2020         | 4           | 0           |
| 通算         | 94          | 11          |

### 得点
| #  | 開催日         | 開催地                                             | 対戦国       | スコア | 結果 | 大会                                    |
| -- | -------------- | -------------------------------------------------- | ------------ | ------ | ---- | --------------------------------------- |
| 1  | 2012年9月11日  | ノヴィ・サド、スタディオン・カラジョルジェ         | ウェールズ   | 1–0    | 6–1  | 2014 FIFAワールドカップ・ヨーロッパ予選 |
| 2  | 2013年6月7日   | ブリュッセル、ボードゥアン国王競技場               | ベルギー     | 2–1    | 2–1  | 2014 FIFAワールドカップ・ヨーロッパ予選 |
| 3  | 2013年9月10日  | カーディフ、カーディフ・シティ・スタジアム         | ウェールズ   | 0–2    | 0–3  | 2014 FIFAワールドカップ・ヨーロッパ予選 |
| 4  | 2013年10月15日 | ヤゴディナ、ヤゴディナ・シティ・スタジアム         | 北マケドニア | 3–0    | 5–1  | 2014 FIFAワールドカップ・ヨーロッパ予選 |
| 5  | 2014年5月26日  | ハリソン、レッドブル・アリーナ                     | ジャマイカ   | 2–0    | 2–1  | 親善試合                                |
| 6  | 2014年9月7日   | ベオグラード、スタディオン・パルチザーナ           | フランス     | 1–1    | 1–1  | 親善試合                                |
| 7  | 2015年10月8日  | エルバサン、エルバサン・アレナ                     | アルバニア   | 0–1    | 0–2  | UEFA EURO 2016予選                      |
| 8  | 2016年5月29日  | タリン、ア・ル・コック・アレーナ                   | エストニア   | 0–1    | 0–1  | 親善試合                                |
| 9  | 2017年9月2日   | ベオグラード、スタディオン・ツルヴェナ・ズヴェズダ | モルドバ     | 2–0    | 3–0  | 2018 FIFAワールドカップ・ヨーロッパ予選 |
| 10 | 2017年9月5日   | ダブリン、アビバ・スタジアム                       | アイルランド | 0–1    | 0–1  | 2018 FIFAワールドカップ・ヨーロッパ予選 |
| 11 | 2018年6月17日  | サマーラ、サマーラ・アリーナ                       | コスタリカ   | 0–1    | 0–1  | 2018 FIFAワールドカップ                 |

## タイトル

### クラブ
マンチェスター・シティ
- プレミアリーグ ： 2011-12, 2013-14
- FAカップ ： 2010-11
- フットボールリーグカップ ： 2013-14, 2015-16
- FAコミュニティ・シールド ： 2012

インテル
- セリエA ： 2020-21

### 個人
- セルビア年間最優秀選手賞 : 2011